# Eccellenza Friuli-Venezia Giulia 2023-2024
Il campionato italiano di calcio di Eccellenza regionale 2023-2024 è il 33º organizzato in Italia. Rappresenta il quinto livello (1º livello regionale) del calcio italiano.
Questo è il girone organizzato dal Comitato Regionale Friuli-Venezia Giulia.

## Stagione

### Avvenimenti
Col CU 001 del 03/07/2023 il Comitato Regionale F.V.G. ha comunicato le 18 squadre aventi diritto di partecipare al campionato di Eccellenza del Friuli Venezia Giulia 2023-24:
- 15 hanno mantenuto la categoria: Brian Lignano, Chiarbola Ponziana, Codroipo, Fiume Veneto Bannia, Juventina Sant'Andrea, Maniago Vajont, Pro Fagagna, Pro Gorizia, San Luigi, Sanvitese, Sistiana Sesljan, SPAL Cordovado, Tamai, Tricesimo, Zaule Rabuiese
- Nessuna è stata retrocessa dalla Serie D
- 3 sono state promosse dalla Promozione : Tolmezzo Carnia, Azzurra Premariacco (vincitrici dei gironi) e Rive d'Arcano Flaibano (vincitrice dei play-off)

Col CU 009 del 11/08/2023 il Comitato regionale ha preso atto della regolarità delle iscrizioni e ha deliberato la composizione del girone.

### Formula
Obbligo di impiego di calciatori "giovani".

In considerazione  che il Consiglio Direttivo della L.N.D., con pubblicazione sul CU N. 1 del 01/07/2023 ha stabilito che nelle singole gare dell’attività ufficiale 2023/2024, le Società partecipanti ai Campionati di ECCELLENZA e PROMOZIONE avranno l’obbligo di impiegare – sin dall’inizio e per l’intera durata delle stesse e, quindi, anche nel caso di sostituzioni successive di uno o più dei partecipanti – almeno DUE calciatori così distinti in relazione alle seguenti fasce di età:
- 1 nato dall’1.1.2003 in poi
- 1 nato dall’1.1.2004 in poi

Dopo gli stop causati dalla pandemia di COVID-19 che hanno portato l'organico dell'Eccellenza FVG a 24 squadre, vi era il proposito di tornare alla normalità (16) nella stagione 2024-2025.

Ma nella primavera del 2023 si è sviluppato il programma della riforma dei campionati in FVG, per limitare le spese alle società e per ripristinare la Terza Categoria, non più esistente in regione dal 2020. Quindi, invece del format in previsione (1 girone di Eccellenza da 16 squadre, 2 di Promozione da 16, 3 di Prima Categoria da 16 e 6 di Seconda Categoria), si punta ad avere nella stagione 2026-2027 un girone unico di Eccellenza da 18 squadre, un girone unico di Promozione da 18, due di Prima Categoria, 3 di Seconda Categoria e 5 di Terza Categoria.
Col CU N. 18 DEL 08/09/2023 è stato presentato il meccanismo promozioni-retrocessioni e la formula dei play-out (i play-off per il secondo posto non sono previsti).
Ai play-out accedono 4 squadre secondo questi abbinamenti: 14^−17^ e 15^−16^. In gara unica in casa della squadra meglio classificata in campionato, in caso di parità al termine dei tempi regolamentari verranno disputati due tempi supplementari da 15’ ciascuno e, persistendo la parità retrocederà nel Campionato di Promozione la squadra dell’abbinamento peggiore classificata al termine del Campionato. Qualora, al termine del Campionato il distacco tra le squadre di ciascuno dei due abbinamenti sia pari o superiore a 7 punti, il rispettivo incontro di play-out non verrà disputato e la società peggiore classificata al termine del Campionato retrocederà direttamente al Campionato di Categoria inferiore.
| MECCANISMO PROMOZIONI-RETROCESSIONI FRIULI-VENEZIA GIULIA 2023-24 |                                                                                       |                                                                                      |                                                               |
| Società regionali retrocesse dalla Serie D:                       | Nessuna                                                                               | Una                                                                                  | Due                                                           |
| Promossa in Serie D                                               | La prima classificata                                                                 | La prima classificata                                                                | La prima classificata                                         |
| Retrocederanno dall'Eccellenza                                    | L’ultima classificata Altre due squadre a seguito di Play Out                         | L’ultima classificata Altre due squadre a seguito di Play Out                        | L’ultima classificata Altre due squadre a seguito di Play Out |
| Promosse dalla Promozione                                         | La prima classificata in ciascuno dei due gironi Altre due squadre a seguito Play Off | La prima classificata in ciascuno dei due gironi Un’altra squadra a seguito Play Off | La prima classificata in ciascuno dei due gironi              |

## Squadre partecipanti
| Club                                | Città (provincia)            | Stadio                               | Stagione precedente                      |
| ----------------------------------- | ---------------------------- | ------------------------------------ | ---------------------------------------- |
| A.S.D. Azzurra Premariacco          | Premariacco (UD)             | Stadio Polisportivo Comunale         | 1ª in Promozione/B, promossa             |
| A.S.D. Brian Lignano Calcio         | Lignano Sabbiadoro (UD)      | Stadio Guido Teghil                  | 5ª in Eccellenza                         |
| A.S.D. Calcio Maniago Vajont        | Maniago (PN)                 | Stadio Comunale "Toni Bertoli"       | 12ª in Eccellenza                        |
| A.S.D. Chiarbola Ponziana Calcio    | Chiarbola, Trieste           | Stadio Comunale "Rocco" di Opicina   | 13ª in Eccellenza                        |
| A.S.D. Comunale Fiume Veneto Bannia | Fiume Veneto (PN)            | Campo Principale                     | 10ª in Eccellenza                        |
| A.S.D. Juventina S.Andrea           | Gorizia                      | Stadio Comunale di Sant'Andrea       | 11ª in Eccellenza                        |
| A.S.D. Pol. Codroipo                | Codroipo (UD)                | Campo di via Cinconvallazione Sud    | 14ª in Eccellenza                        |
| A.S.D. U.S. Pro Fagagna             | Fagagna (UD)                 | Campo di via Tonutti                 | 8ª in Eccellenza                         |
| A.S.D. Pro Gorizia                  | Gorizia                      | Stadio Enzo Bearzot                  | 3ª in Eccellenza                         |
| A.S.D. Rive D'Arcano Flaibano       | Flaibano (UD)                | Stadio Comunale di via Cavour        | 2ª in Promozione/A, promosso ai play-off |
| A.S.D. San Luigi Calcio             | Trieste                      | Campo comunale di via Felluga        | 6ª in Eccellenza                         |
| A.S.D. Sanvitese                    | San Vito al Tagliamento (PN) | Campo polisportivo comunale          | 16ª in Eccellenza                        |
| A.S.D. Sistiana Sesljan             | Sistiana (TS)                | Campo sportivo di Visogliano         | 7ª in Eccellenza                         |
| A.S.D. S.P.A.L. Cordovado           | Cordovado (PN)               | Campo di via Circonvallazione        | 4ª in Eccellenza                         |
| S.P. Tamai                          | Tamai di Brugnera (PN)       | Stadio comunale "Cav. Luigi Verardo" | 2ª in Eccellenza                         |
| A.S.D. Tolmezzo Carnia              | Tolmezzo (UD)                | Stadio Comunale Fratelli Ermano      | 1ª in Promozione/A, promosso             |
| A.S.D. Tricesimo                    | Tricesimo (UD)               | Stadio Mario Giordano                | 15ª in Eccellenza                        |
| A.S.D. Zaule Rabuiese               | Muggia (TS)                  | Stadio Comunale Zaccaria             | 9ª in Eccellenza                         |

## Classifica
|  | Pos. | Squadra                | Pt | G  | V  | N  | P  | GF | GS | DR  |
|  | ---- | ---------------------- | -- | -- | -- | -- | -- | -- | -- | --- |
|  | 1.   | Brian Lignano          | 72 | 34 | 21 | 9  | 4  | 80 | 32 | +48 |
|  | 2.   | Tamai                  | 64 | 34 | 18 | 10 | 6  | 61 | 32 | +29 |
|  | 3.   | Pro Gorizia            | 64 | 34 | 19 | 7  | 8  | 65 | 42 | +23 |
|  | 4.   | Codroipo               | 54 | 34 | 16 | 6  | 12 | 50 | 42 | +8  |
|  | 5.   | Tolmezzo               | 52 | 34 | 14 | 10 | 10 | 56 | 38 | +18 |
|  | 6.   | Sanvitese              | 49 | 34 | 12 | 13 | 9  | 40 | 36 | +4  |
|  | 7.   | Rive d'Arcano Flaibano | 48 | 34 | 13 | 9  | 12 | 52 | 44 | +8  |
|  | 8.   | Azzurra Premariacco    | 47 | 34 | 11 | 14 | 9  | 34 | 36 | −2  |
|  | 9.   | Juventina S. Andrea    | 45 | 34 | 12 | 9  | 13 | 44 | 47 | −3  |
|  | 10.  | Chiarbola Ponziana     | 45 | 34 | 13 | 6  | 15 | 49 | 62 | −13 |
|  | 11.  | Pro Fagagna            | 44 | 34 | 11 | 11 | 12 | 52 | 49 | +3  |
|  | 12.  | San Luigi              | 42 | 34 | 10 | 12 | 12 | 43 | 54 | −11 |
|  | 13.  | Maniago Vajont         | 41 | 34 | 8  | 17 | 9  | 32 | 46 | −14 |
|  | 14.  | Fiume Veneto Bannia    | 41 | 34 | 11 | 8  | 15 | 44 | 50 | −6  |
|  | 15.  | Zaule Rabuiese         | 36 | 34 | 9  | 9  | 16 | 33 | 41 | −8  |
|  | 16.  | Tricesimo              | 36 | 34 | 8  | 12 | 14 | 35 | 43 | −8  |
|  | 17.  | Sistiana               | 34 | 34 | 9  | 7  | 18 | 24 | 41 | −17 |
|  | 18.  | SPAL Cordovado         | 17 | 34 | 4  | 5  | 25 | 22 | 81 | −59 |

Legenda:
       Promosso in Serie D 2024-2025.
  Partecipa ai play-off nazionali.
  Partecipa ai play-out.
       Retrocesso in Promozione 2024-2025.
Regolamento:
Tre punti a vittoria, uno a pareggio, zero a sconfitta.
La classifica tiene conto di:
- Punti.
- Scontri diretti.
- Differenza reti negli scontri diretti.
- Differenza reti generale.
- Reti realizzate.
- Sorteggio.

## Spareggi

### Play-out
Non si disputa il play-out fra Sistiana e Fiume Veneto Bannia poiché il distacco è uguale o superiore a 7 punti
|                | Risultati |           | Luogo e data           |
| -------------- | --------- | --------- | ---------------------- |
| Zaule Rabuiese | 4−0       | Tricesimo | Muggia, 19 maggio 2024 |
|                |           |           |                        |

## Risultati
Quest'anno non vi è stata la presentazione dei calendari per protesta contro la riforma dello sport. Il calendario è stato diramato il 29 agosto 2023.
|                        | Azz  | B.L  | C.P  | Cod  | FVB  | Juv  | M.V  | P.F  | P.G  | RAF  | SPA  | S.L  | Svt  | Sis  | Tam  | Tol  | Tri  | Z.R  |
| ---------------------- | ---- | ---- | ---- | ---- | ---- | ---- | ---- | ---- | ---- | ---- | ---- | ---- | ---- | ---- | ---- | ---- | ---- | ---- |
| Azzurra Premariacco    | –––– | 0-2  | 0-1  | 0-0  | 2-1  | 0-0  | 1-1  | 0-0  | 2-0  | 0-1  | 6-1  | 1-1  | 0-0  | 1-1  | 2-2  | 0-4  | 0-0  | 0-0  |
| Brian Lignano          | 6-0  | –––– | 1-1  | 3-0  | 3-1  | 3-1  | 3-2  | 4-4  | 1-2  | 3-1  | 5-0  | 1-1  | 2-0  | 0-1  | 1-0  | 2-0  | 2-0  | 1-0  |
| Chiarbola Ponziana     | 0-3  | 0-5  | –––– | 2-4  | 0-2  | 2-3  | 0-0  | 1-1  | 3-1  | 1-2  | 3-0  | 3-0  | 1-3  | 2-0  | 4-3  | 1-2  | 1-0  | 3-2  |
| Codroipo               | 1-1  | 0-4  | 3-0  | –––– | 2-0  | 0-1  | 1-2  | 2-1  | 4-3  | 2-0  | 3-0  | 2-3  | 1-2  | 2-0  | 0-2  | 1-0  | 1-0  | 2-0  |
| Fiume Veneto Bannia    | 0-2  | 1-1  | 3-2  | 3-2  | –––– | 2-1  | 0-1  | 3-1  | 1-3  | 3-2  | 3-1  | 0-1  | 0-0  | 0-2  | 2-3  | 0-2  | 0-1  | 0-0  |
| Juventina              | 1-0  | 3-2  | 2-0  | 0-2  | 1-1  | –––– | 1-1  | 1-0  | 3-2  | 3-1  | 0-3  | 2-2  | 2-2  | 1-1  | 0-2  | 1-2  | 2-3  | 0-0  |
| Maniago Vajont         | 0-0  | 2-2  | 0-3  | 0-4  | 2-2  | 1-0  | –––– | 2-1  | 0-4  | 0-2  | 1-1  | 3-3  | 1-3  | 1-1  | 0-0  | 1-1  | 0-0  | 2-1  |
| Pro Fagagna            | 0-2  | 1-1  | 3-1  | 2-0  | 3-0  | 4-0  | 2-0  | –––– | 1-5  | 0-1  | 1-0  | 2-0  | 1-0  | 1-0  | 2-2  | 1-3  | 1-1  | 0-0  |
| Pro Gorizia            | 2-0  | 1-4  | 2-2  | 2-0  | 1-4  | 1-0  | 4-1  | 3-2  | –––– | 2-0  | 2-0  | 2-1  | 3-1  | 2-0  | 2-2  | 1-1  | 0-0  | 3-1  |
| Rive d'Arcano Flaibano | 1-2  | 5-2  | 3-0  | 0-0  | 4-2  | 3-1  | 1-1  | 2-4  | 0-0  | –––– | 2-0  | 1-0  | 3-3  | 1-2  | 3-0  | 1-1  | 2-0  | 0-1  |
| SPAL Cordovado         | 0-1  | 1-5  | 1-3  | 2-3  | 0-2  | 0-2  | 1-2  | 2-2  | 0-0  | 1-1  | –––– | 2-1  | 0-3  | 0-1  | 0-2  | 0-6  | 2-0  | 0-3  |
| San Luigi              | 1-1  | 1-4  | 0-2  | 3-2  | 1-3  | 3-2  | 0-0  | 2-5  | 3-2  | 2-2  | 1-0  | –––– | 0-0  | 1-0  | 2-2  | 2-3  | 3-0  | 1-1  |
| Sanvitese              | 3-1  | 1-2  | 4-0  | 0-0  | 1-0  | 1-1  | 2-2  | 0-0  | 2-3  | 1-1  | 1-2  | 0-0  | –––– | 1-0  | 1-0  | 0-0  | 2-1  | 1-0  |
| Sistiana               | 0-1  | 1-3  | 1-2  | 0-1  | 2-1  | 0-1  | 0-1  | 1-1  | 0-0  | 1-1  | 1-0  | 1-2  | 0-1  | –––– | 0-1  | 2-1  | 0-0  | 3-2  |
| Tamai                  | 4-0  | 0-0  | 4-0  | 3-3  | 1-2  | 2-1  | 1-1  | 2-1  | 3-1  | 2-1  | 6-0  | 1-0  | 4-0  | 1-0  | –––– | 1-0  | 2-0  | 1-0  |
| Tolmezzo               | 0-1  | 1-1  | 2-2  | 2-0  | 1-1  | 1-1  | 1-0  | 2-1  | 0-1  | 0-2  | 2-2  | 1-1  | 3-0  | 1-2  | 1-0  | –––– | 3-4  | 4-0  |
| Tricesimo              | 1-1  | 0-0  | 1-1  | 1-2  | 1-1  | 0-3  | 0-1  | 2-2  | 0-2  | 2-1  | 4-0  | 3-0  | 1-1  | 4-0  | 1-1  | 2-3  | –––– | 1-0  |
| Zaule Rabuiese         | 1-3  | 0-1  | 1-2  | 0-0  | 0-0  | 0-3  | 0-0  | 4-1  | 0-3  | 2-1  | 3-0  | 0-1  | 1-0  | 3-0  | 1-1  | 3-2  | 3-1  | –––– |

## Coppa
Il Trofeo Diego Meroi, che vede impegnate le 18 protagoniste dell'Eccellenza, è iniziato sabato 26 agosto 2023 e si è concluso con la finale a Codroipo domenica 7 gennaio 2024 (era in programma sabato 6, ma è stata posticipata di 24 ore per le forti piogge) fra Brian Lignano (primo in classifica con 42 punti, dopo il girone d'andata) e la Pro Gorizia (quarta con 28). A trionfare sono stati i primi per 3-1.